# Tropaeolum unilobatum
Tropaeolum unilobatum är en krasseväxtart som beskrevs av B. Sparre. Tropaeolum unilobatum ingår i släktet krassar, och familjen krasseväxter. Inga underarter finns listade i Catalogue of Life.